# سفارة دولة فلسطين لدى بولندا
سفارة دولة فلسطين لدى بولندا هي الممثلية الدبلوماسية العُليا لدولة فلسطين لدى بولندا. تقع السفارة في وارسو.